# 雨傘革命時間軸 (2014年11月)
本条目记录2014年11月雨傘革命的佔領情況、細節。

## 11月1日
卡通形象
有示威者把網上流行的卡通形象打印出來貼在集會現場，或者手繪在頭盔上。
「我要真普選」橫額高掛大帽山
「我要真普選」巨型標語高掛飛鵝山後不足8小時，全港最高山峰——大帽山，近香港天文台大帽山雷達站位置，在凌晨2時左右亦有人掛起「我要真普選」橫額。兩幅橫額均於當日日間被大批消防員、民安隊及漁護署人員拆除。
泛民、學聯、學民思潮討論議員辭職公投
泛民、佔中、學聯、學民思潮及公民團體組成的五方平台，再開會研究公投可行性，但未有任何結論。據悉由於學聯及學民思潮堅持辭職公投，泛民提出多項致命技術問題，例如港府會否趁公投進行期間提交政改方案予立法會進行表決；亦有團體表示，諮詢過部份佔領人士，均表示不認同冒着可能輸掉議席的風險，變相令泛民失去政改否決權。理大社會政策研究中心主任鍾劍華認為，以五區議員總辭觸發公投須認真考慮，因為到時泛民將「自廢武功」。

## 11月2日
「我要真普選」再展山上‧大東山掛直幡
繼獅子山、飛鵝山及大帽山後，「我要真普選」標語於大東山上出現。這次在大東山石屋掛起的「我要真普選」標語為白底紅字，與過去數幅標語的外貌不同，但未知懸掛者身份。
12被捕者 親述10月15日凌晨於龍和道遭警毆打
12名於10月15日凌晨警方於龍和道曾被警員毆打的被捕人士在添馬公園「暗角」附近，召開記者招待會親身講述當晚被打經過。被捕者之一唐先生表示，警方當晚使用武力時前，根本沒人看到或聽到警方任何警告，「跟住好快警察就埋身捉人」。其餘被捕人士，有人稱被警員掌摑，眼鏡和口罩飛脫，且同時被罵「舉手呀？」；又有人的頭被警員用腳踩在地上，亦有人稱當時只是靜坐一旁，甚至是站在添馬公園草地，亦同樣被捕。更有人稱自己高舉雙手，卻反被誣衊襲警。
2,000警連續兩天於黃竹坑警察學院演習
警隊重新制訂戰術，並於11月1日及2日重召來自機動部隊和各總區衝鋒隊合共2,000多名反佔中部隊人員，到黃竹坑警察學院進行「進階」演習。這是警隊在佔領運動展開近五個星期以來，首次進行佔中針對性演習。演習中，警方曾展示最新的胡椒煙霧器。
警員超時補薪高達7000萬元
佔領行動持續逾月，7000名前線警員在過去一個月嚴重超時工作，並大多已超時工作每月上限的60小時，部分更累積超時工作逾100小時，據悉牽涉的補薪津貼數以千萬元計。單以剛入職的警員月薪推算，警隊過去一個月需要的超時補薪最少達4,690萬港元，而實際數字定必高於此金額；有內部人員估計，津貼金額或高達7000萬港元。

## 11月3日
金鐘出現風力發電裝置

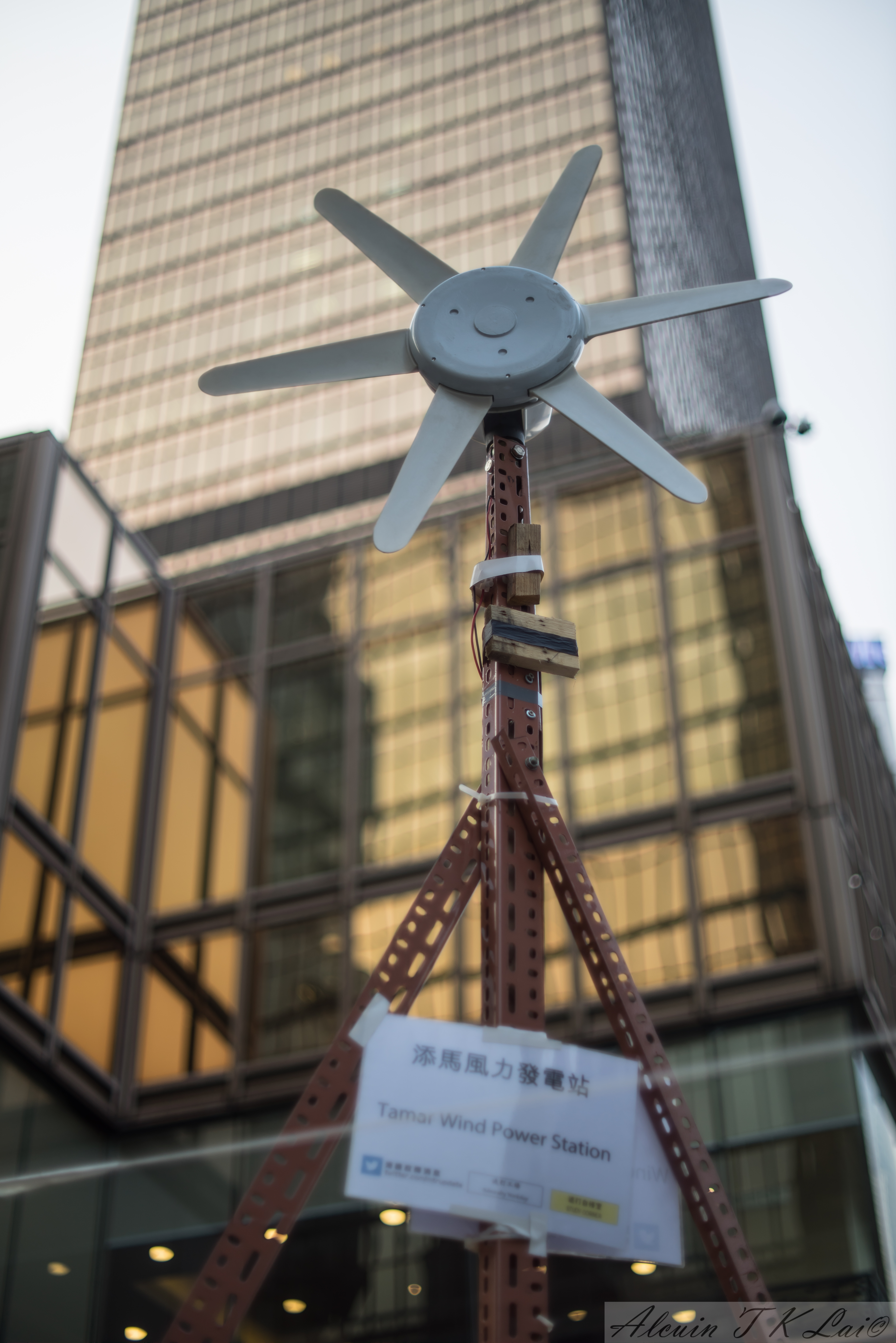
金鐘佔領區的風力發電裝置

在金鐘佔領區，近日天氣轉涼，風勢漸大，但這種風勢卻也能成為發電憑借。有人在金鐘佔領區的自修室附近，設置了風力發電裝置，發電供佔領者使用。

## 11月4日
澳門大學橫琴校區現「澳門又要真普選」巨幡
澳門大學橫琴校區有學生高掛「澳門又要真普選」標語，惟掛起約半小時後已被校方極速拆走。

## 11月5日
傍晚近6至7時，開始有零星戴上「V煞」面具示威者，分別在旺角及金鐘佔領區附近聚集。在旺角有逾百示威者於晚上8時半集合，並在圍繞佔領區巡遊一圈後，突然發起前往金鐘與其他人會合。當示威者走近朗豪坊附近港鐵站時，突然改為入朗豪坊商場範圍，令保安大為緊張，但最後准予放行。部分商場顧客大感驚訝，未敢走出商舖，但亦有人隨示威者叫口號及拍掌。之後，示威者乘搭港鐵往金鐘，但部分人未有除下面具，正在車廂的市民林女士稱，雖然是支持真普選，但示威者行為太突然，甚至感到驚訝及恐懼。
。示威者深夜時在政府總部附近示威，他們將硬幣撒在政總外龍和道路面，警方警告活動屬非法，並在場戒備。
到了晚上11時許，旺角佔領區再度發生衝突，一名男子被警員按在鐵欄，將他制服。男子臉部流血。。有其他在場示威者表示，當時有反佔中人士「踩場」，不斷挑釁佔領人士，雙方有爭執，警方到場分隔，警方指，之前有人以手提電話閃光燈照向警員，導致不滿。警方襲擊他時，有人衝向警員阻止。警方事後以涉嫌妨礙警員執行職務，拘捕一名男子；警方集體用裝備向前推示威者，拿閃光燈的男人及時逃走。有示威者目擊警方卻拳打腳踢另一名示威者。一名參與V煞活動戴著V煞面的中年男士在旺角看發生甚麼事時被多名警察推倒在地拳打腳踢至骨折，右腳沒有知覺。

## 11月6日
有早前響應網上號召「V煞」面具巡遊的示威者在凌晨1時20分左右，於龍和道再次進行「快閃堵路」，維持約2分鐘後散去。
旺角衝突警方一度施放胡椒噴霧
凌晨2時後，一批示威者聚集在亞皆老街近砵蘭街。部份人戴上頭盔，向警員指罵。他們不滿警方增派人手，以及早前處理示威者的手法，懷疑令部份人受傷。僵持一段時間後，警方向示威者推進，驅趕示威者出亞皆老街路面。多人跌倒，有人被制服及帶走；其中一名白衫警務人員，一手箍着青年向後拖，拖出至少4米，不料該警察自己跌倒，並把青年一併拖跌，再有近10名警員一擁而上，把青年壓倒地上。警員持警棍驅趕時，示威者開傘阻擋，警方舉起黃旗警告。有目擊者指，警方在未有舉起「停止衝擊，否則使用武力」紅旗的情況下，一度施放胡椒噴霧，有示威者要洗眼。有人嘗試分隔警方及示威者，警方一度向後退，但很快又配備防暴盾再靠近示威者。期間《蘋果日報》女記者被胡椒噴霧射中，並被前排警察推撞，與十多名示威者應聲倒地，女記者右腳更遭警察踩傷，其手機亦被踩最少兩下而導致嚴重損壞。該名記者被兩名警察拉起來後，再度被另一名警察推跌，後排警察兩度協助下才成功脫險。
衝突過後，有示威者返回佔領區展示傷勢。他指被警棍打至頭破血流、手部擦損，眼鏡亦損毀。直至早上7時許，被捕的男子出現發冷和嘔吐，由救護車送院治理。

## 11月7日
一名非活躍，未成年的學民思潮男成員獨自經羅湖北上深圳與朋友聚會，但被內地邊防指他曾參與「違反國家安全活動」而被拒絕入境，折返香港。學民思潮召集人黃之鋒指該成員北上與政治無關，對此感到詫異和憤慨，相信內地當局已掌握學民甚至佔中義工資料的「黑名單」，並作出打壓。學聯亦往前任行政長官辦公室遞信，盼前特首兼全國政協副主席董建華任中間人、安排學聯跟國務院總理李克強等京官會面。。
另一方面，來自德國、瑞典、印度等世界各地的國會議員及前領事等約120人代表團，一連數天來港參加自由國際及亞洲自由民主聯盟（CALD）的國際會議。代表團到立法會大樓參觀後，路過金鐘佔領區時感到好奇，部分人與佔領者交流，又舉起黃傘拍照以示支持。

## 11月8日
有人在多個網上討論區，號召網民下午3時到香港動植物公園集合舉傘，抗議政府未有對佔領者訴求作回應，以及要求特首梁振英下台。警方亦嚴陣對付，早上曾派出大批身穿防暴裝警員在公園內多處戒備，截查所有攜傘進入動植物公園市民，最終現身的網民只有約10多人。警方更於11月6日晚拘捕一名懷疑涉及號召今次行動的25歲男性網民，指控該男子涉嫌「有犯罪或不誠實意圖而取用電腦」。
警方宣布取消就佔領行動與消防處每天下午4時舉行聯合記者會，轉為有需要時才舉行。

## 11月9日
500人於中聯辦要求跟中央政府對話
民陣發起遊行，約500人昨午2時許齊集中環遮打花園，3時起步遊行往西環中聯辦，促請撤回全國人大決定，要求中央對話，正視港人力爭真普選的訴求。身處北京的特首梁振英會見習近平，卻無回應有否轉達學聯欲求見，學聯秘書長周永康遊行前表示，對梁振英「一直都冇期望」，但董建華及范徐麗泰等有公職的人，有責任代向中央轉達港人訴求。

## 11月10日
高等法院延長在旺角指定範圍以及金鐘中信大廈外的臨時禁制令，直至正式審訊有結果，涉及旺角的路段包括彌敦道亞皆老街交界以及通菜街、登打士街等一帶。判詞指示執達吏採取任何合理、有效措施，協助申請人清除路面阻礙物，恢復交通，亦授權執達吏在必要時向警方尋求協助。法官亦授權警方拘捕及移走任何懷疑妨礙執達吏執法的人士，盡快將被捕人士帶到法庭。
此外，港島摩星嶺消防及救護員宿舍，有多個單位同時收到刀片恐嚇信，內容要求收信人支持警方執法，反對佔中。警方表示共收到9名住客報案，並稱對事件極為關注，暫時列為恐嚇案跟進，未有人被捕。

## 11月11日
政務司司長林鄭月娥，以署理特首身份出席行政會議前指學聯沒有展示誠意，對話空間暫「不存在」，更指學聯若重複公民提名等訴求是不符合《基本法》的安排。林鄭亦擺出強硬態度，學聯上京向中央表達政改意見只是重複一貫立場，並冇必要。學聯常委張秀賢否認學聯上月與政府對話後立場變得強硬，強調要求撤回人大決定，向來是學聯的基本要求，反指政府沒有誠意，現階段無意與政府討論政改。
明報報道佔中三子有計劃在11月21日自首，讓公眾明白佔領並非無視法治。不過，部分泛民及學聯人士對自首的做法有保留。

## 11月12日
下午4時，壹傳媒集團主席黎智英在香港佔領區的金鐘佔領區遇襲，被人掟多袋發臭的動物內臟，全身衣服弄髒。警方後來拘捕5名涉案男子，所有人在凌晨全部獲准保釋。其中兩名涉嫌施襲者是大圍積存街強記雞粥的老闆葉永志，以及他的夥計、曾支持佔領的陳國雄。。

## 11月13日
10多位陸路交通運輸業大聯盟傍晚遊行至金鐘佔領區，要求與學聯對話。大聯盟發言人蔣志偉指，已透過電郵、郵遞和速遞去信學聯尋求對話，但未獲回覆。他稱過去一個月業界經營非常困難，希望佔領者「還路」。

## 11月14日
學聯起程前夕，常委羅冠聰、常務秘書鍾耀華準備了以《時代的選擇，人民的呼聲》為題的3000多字公開信。指「香港問題，未必能做到香港解決」，因此要堂堂正正把港人民主訴求帶到北京，向李克強解說這次民主運動的前因後果，着對方勿偏聽，要「直接聆聽數十萬港人心聲」，而非只透過「有關部門」的各種報告作出政治判斷。
行會成員陳智思、林健鋒稱學聯無必要上京，批評學聯上京是不了解情况，大機會不能入境北京，並且原機遣返。佔領者現階段應收拾心情，討論佔領行動後應怎樣處理，而非繼續佔領道路，學聯應考慮清楚，不符實際情况能做到什麼。全國人大常委范徐麗泰終於覆信學聯，表明不會安排學聯與中央官員見面。她呼籲學聯迷途知返，不要再將青春浪費在街道上

## 11月15日
浸大校長拒撐傘學生領證書
約十名浸會大學學生在社會科學院畢業典禮奏起國歌期間，在台下舉起黃雨傘並背向典禮台，其後更有畢業生舉着黃傘，上台準備接受畢業證書，但校長陳新滋要求收起黃雨傘，該名學生拒絕，陳即拒絕向對方頒發證書。該學生最終沒有在台上領取畢業證書，亦沒有與院長及校牧握手便下台。陳更一度宣布暫停典禮，並向嘉賓道歉，強調畢業禮屬莊嚴儀式，台上不應出現干擾典禮的事，呼籲學生自重。
浸大發言人事後回應稱，畢業禮是莊嚴的典禮，對於有畢業生擬在台上接受畢業證書一刻，展示與政治立場有關的物品，大學認為並不恰當，也不符學術典禮禮儀，故大學請這些畢業生先放下物品才上台。
學聯四名代表上京失敗 回鄉證被注銷
學聯秘書長周永康、常委羅冠聰、常務秘書鍾耀華及另一位女成員下午帶着3幅寫滿港人訴求的「我要真普選」橫額啟程前往北京，原計劃向國務院總理李克強等中央官員表達港人對普選的訴求，不過，4人尚未離港，國泰航空公司已收到內地相關部門通知，指回鄉證已「被注銷」。學聯秘書長周永康對事件感詫異，指中央不單沒收了他們的回鄉證，也象徵未來會沒收「一代人命運自主的權利」。
美聯社攝影記者Hélène Franchineau在Twitter上載圖片，見機上學聯代表原定的機上座位，早已貼上「不要坐」標誌。不過學聯表示，提早劃定的座位應該是3個相連的座位。而國泰航空表示美聯社記者相中所標示的座位亦全非所述乘客（學聯代表）預劃座位。
法庭拒受理佔領者就禁制令上訴
的士團體及小巴管理公司潮聯上周獲法庭批准，延長旺角佔領區的臨時禁制令，反對禁制令的被告霍偉邦盡最後努力，向上訴庭申請上訴許可，兼暫緩執行判決。上訴庭昨指上訴沒有合理勝訴機會，駁回申請，意味只要原告把禁制令張貼及登報後，旺角佔領區的清拆路障行動便可展開。潮聯代表律師陳曼琪指出，未知何時執行禁制令，因為要向當事人取指示，並且需與執達主任及警方溝通，但是會按法庭要求將禁制令登報及張貼在涉案路段，讓佔領人士知道違反禁制令是藐視法庭，是刑事罪行，有可能監禁。代表的士團體的律師鄺家賢則稱，已經按法官的指示修改禁制令，最快於周二登報。

## 11月16日
金鐘佔領區出現最大宗盜竊案 失26萬財物
警方中午接獲報案，女事主指凌晨在雨傘革命佔領區內的金鐘夏愨道發現自己的帳篷及一輛手拉車被破壞，稱帳篷內損失港幣、人民幣、澳門幣各80,000元，充電器及音樂播放器不見了。案件暫列盜竊及刑事毀壞案處理，暫時無人被捕。
下午3時許，約10名反佔領人士到金鐘佔領區，其中一名紅衣男子稱，佔領行動令司機無工開，又指不想流血收場，促佔領者還路於民。現場人士對反佔中者唱生日歌，反佔領者反播愛國歌。在場人士築成人鏈，分隔兩批人。其後和平散去。
民意逆轉 多數人反佔領
中文大學傳播與民意調查中心發表第三輪電話調查報告。結果顯示，不支持佔領運動的人多於支持，最新有43.5%；而表示支持佔領的則由上次調查的37.8%跌至33.9%。調查又發現67.4%受訪者認為佔領人士應該現時全面撤離，而且年紀愈大、教育程度愈低的受訪者，愈傾向認為要即時全面撤離。相反，愈年輕和高學歷人士則愈傾向認為政府處理佔領行動之做法不恰當。

## 11月17日
范徐麗泰指學聯浪費機票
全國人大常委范徐麗泰回應學聯15日被注銷回鄉證一事，她指出即使學聯成功上京，會見京官的機會很微小：「現在這樣的結果，到達機場折返，某程度唔使浪費機票錢。」同時指出學聯在港做的事情為犯法行為，因獲接見的機會好微。她認為，內地不允許學聯成員入境是中央的決定，她不作評論。

## 11月18日
執達主任在中信大廈外執行禁制令清場
上午9時15分，執達主任到達中信大廈外，於龍匯道及添美道中信大廈停車場出入口位置，宣佈執行禁制令，將會清理障礙物，試圖縮減雨傘革命佔領區的範圍。清場行動於上午10時左右展開，龍匯道西行的清理未受示威者阻止，而佔領人士更自願清除龍滙道東行及中信大廈停車場出入口的鐵馬陣；不過清理添美道南行鐵馬陣及添美道、龍匯道、立法會道迴旋處時，則受到示威者阻攔，質疑清理範圍過大，執達主任被要求交代確實的清場範圍。而最終原告人律師認為，龍匯道重新通車及停車場出入口往龍匯道的一小段添美道不受阻礙的情況下，清理範圍已經足夠。執達主任在下午3時終止清場行動，龍匯道全面重開，而添美道南行至中信大廈停車場出入口須實施單線雙程行車，警方及路政署人員在場放置臨時交通燈。
矇臉示威者要求解散糾察隊並封鎖立法會
晚上10時半前，一群約數十名自稱「高登仔」的矇臉示威者，於添美道「命運自主」大台附近，突然大聲叫囂，揚言要「拆大台」，及要求解散糾察隊，認為糾察是搶奪主導權，現場不需要糾察也能維持秩序。該群示威者與立法會議員梁國雄激辯，示威者大聲喝倒采並指罵：「他們這些政客假惺惺，扮為民請命！」梁國雄則回應：「如果我這麼無能，那麼請你取代我，由你去為民請命。」該批示威者要求解散糾察隊失敗後，於晚上11時前搬動大量鐵馬，封鎖立法會多個出入口。
一名國泰空姐被內地當局拒絕入境
一名國泰航空空姐執勤飛往上海浦東，但疑因曾參與佔領運動，而被內地當局拒絕入境，以及被問話一個多小時。最後該空姐須乘坐另一班港龍航機回港。

## 11月19日
矇臉示威者衝擊立法會撞毀玻璃門

數名矇臉示威者衝擊立法會撞毀玻璃門

要求解散糾察隊不果後，搬鐵馬封鎖立法會的數十名自稱「高登仔」矇臉示威者，散播謠言指《版權（修訂）條例》草案（反對者稱之為「網絡23條」）將於當日審議，號召「阻礙立法會議員上班」，然後在凌晨1時許突然拿鐵馬猛力撞擊立法會正門的其中兩塊強化玻璃，並用在附近撬開及拿走的渠蓋擲向被撞擊的位置。立法會議員張超雄到場阻止，並指出該條例草案不在當日議程內，已排期至12月初，質問示威者：「你懂不懂上網？」但遭示威者拉走及叫罵「走開吧」；另外亦有趕到現場的佔中糾察被示威者推開。4分鐘內玻璃爆裂，有示威者衝入立法會綜合大樓內，但不久後又走出來，而其他撞破大門的示威者亦沒有跟隨衝入大樓內。警方在立法會要求下，趕到增援，舉起紅旗並多次用胡椒噴霧及警棍驅散示威者，並拘捕6名青年，年齡由18歲至24歲，當中4人涉刑事毀壞。有示威者向警方拋擲水樽、頭盔等物件，並向警察說粗言穢語，衝擊持續至凌晨4時許。但行動過後，除了被捕的6人外，該批示威者於日出前逃去無蹤，沒有留在現場或前往自首。與此同時，警方亦已鎖定另外最少10名涉案者，當中有人疑為社民連的支持者。
到11月20日，警方有組織罪案及三合會調查科等部門再拘捕4名涉案人士，其中包括網媒「本土新聞」總編輯梁錦祥，懷疑有份策劃衝擊行動。
學聯秘書長周永康、副秘書長岑敖暉及學民思潮召集人黃之鋒於11月19日早上見記者時，表示不理解這群示威者的做法，亦不樂見示威者於衝擊後，逃避責任並逃走，但學聯表明不會予以譴責。學聯發表聲明，認為是有示威者佔領50多日，但政府拒絕一切訴求，導致的積怨，促請政府盡快回應真普選訴求；然而學聯不完全理解行動的象徵意義，認為衝擊行為未能體現行動原意，事後逃走的行為亦是不負責任，呼籲佔領人士團結一致、保持冷靜、勿忘初衷、堅持到底。學民思潮亦發聲明回應事件，指責政府漠視民意是衝擊立法會的導火線，但仍對衝擊有保留，指責該批示威者以謊言號召衝擊，令在場人士不明所以，並譴責示威者「只攻不守」、「攻完就走」，做法不負責任，並危害其他包圍立法會的佔領人士；同時又指出警方姍姍來遲，持續4分鐘的衝撞立法會大門期間，警察沒有及時抵達和採取行動，當時警方在立法會佈防的警力，比9月26日至27日重奪「公民廣場」行動及6月13日反對新界東北示威期間明顯更少。學民思潮又對張超雄被謾罵及拉開表示遺憾，不樂見「自己人打自己人」，指出互相指罵引發的內耗，會令運動「徒添陰霾」，陷於二元對立亦會令運動發生內鬥甚至分裂。
「和平佔中」及泛民主派立法會議員則一致強烈譴責事件，泛民議員認為對「雨傘運動」構成影響，表示非常心痛，表明與該批示威者劃清界線，嘗試阻止示威者衝擊的張超雄更狠批衝擊行動「全錯」。「和平佔中」秘書處及被捕支援小組亦先後發表聲明，秘書處指責該批示威者誤導及煽動群眾、沒有與佔領人士商討行動、無意承擔罪責，違背公民抗命的理念，表示法律支援組在一般情況下，不會對作出暴力衝擊的示威者提供協助，呼籲佔領人士保持冷靜，不要受到煽動；被捕支援小組更表明拒絕對該批衝擊立法會的示威者提供任何協助，絕對不會把相關個案轉交義務律師團隊跟進。
建制派議員亦嚴厲譴責，但卻把該批示威者與其他佔領人士混為一談，直斥「和平佔中」徹底破產，指劃清界線不能推卸責任，要求主辦單位就事件負責，並立即撤離；葉國謙及林健鋒更分別要求立法會行政管理委員會申請禁制令，及要求加建圍欄（在11月18日有消息傳出，立法會將加建類似「公民廣場」的3米高圍欄）。但立法會主席曾鈺成認為作出衝擊的示威者與佔領人士不同，同時指大樓外加設圍欄，只是保安顧問中期報告的其中一項建議，是在停車場入口加上3米高鐵閘，平日是完全打開，批評流傳消息沒有事實根據。

## 11月21日
60名市民到金鐘英國領事館外示威
有60名市民響應號召，下午到金鐘英國領事館外示威，開拓雨傘革命佔領區範圍至毗鄰英國領土，要求英國政府履行《中英聯合聲明》的法律責任，介入香港政改問題，以實際行動支援香港人爭取真普選。活動召集人，21歲的中學生馬駿朗表示，英國身為《中英聯合聲明》的簽署國，有責任以實際行動支援香港人爭取真普選。他已讀過《中英聯合聲明》條文，批評英國與中國簽署《聯合聲明》時「背叛」了香港人。警方派出30多人維持秩序，不少外國傳媒到場採訪，英國領事館派員接收請願信。
網民號召拆除金鐘佔領區「大台」
有網民號召在晚上7時拆除夏愨道佔領區「大台」。直至8時許，約100名網民在海富中心集結，再前往「大台」方向，圍堵大台的網民多次高叫口號「還政於民」及「解散糾察隊」，手持「不拆大台　但絕對要解散糾察」標語。包圍者不滿網民衝擊立法會當晚，有糾察阻止示威者到場聲援，令佔領立法會行動失敗，矛頭指向佔中糾察郭紹傑。其後學聯秘書長周永康及副秘書長岑敖暉到台下與網民對話，網民稱會透過對話尋求共識。
另一方面，在電影《蜘蛛俠》中出演蜘蛛俠好友、主演《127小時》的荷李活影星詹姆斯·法蘭科，也現身金鐘佔領區。

## 11月22日
繼學聯成員「闖關」未果後，再有兩名曾參與雨傘運動的學生在過關時被拒入境，兩人分別是學民思潮義工及曾參與佔中預演被捕的浸大學生。學民思潮發聲明指，對「組織義工被再被拒入境感到憤怒」，並「促請大陸當局解釋為何接二連三拒絕曾參與雨傘運動的市民入境，交代公安和相關部門是否有一份拒絕入境的黑名單及所持理據。」

## 11月23日
「雨傘社區日」街站遭反佔領人士圍罵
學聯、學民思潮、民間團體和泛民政黨多個參與佔領運動的團體，於此日發起「雨傘社區日」，在全港設21個街站，向市民宣傳佔領行動理念。不過位於荃灣、大埔、樂富、紅磡黃埔花園、將軍澳寶琳和炮台山等街站都被反佔中者包圍。其中樂富廣場對開街站，受保衛香港自由聯盟等團體的大批反佔者滋擾。2名女支持者遇襲，汕頭市政協委員馬麗媚涉在公眾地方打架，有目擊者指她涉一拳擊倒到場警員，其後被捕。而港鐵大埔墟站外的隧道，有十多人包圍街站，並以粗口高聲辱罵工黨張超雄及學民思潮義工，為安全計，中學生被迫撤退。
而學民思潮在寶琳站對出的街站被擲水袋，黃之鋒指稱被一名身穿印有「香港寬頻」字眼外套的男子推跌，並無受傷。警員把有關男子帶上警車調查，黃之鋒事後表示不想追究。

## 11月24日
警方清走英國駐港總領事館外障礙物
警方清晨要求英國駐港總領事館門外的示威者搬走阻塞道路的障礙物。到早上，警方派出幾十名警員，到領事館對出的法院道，移走部分鐵馬及橫額，期間並沒有遇到阻撓。唯有一名坐在路上的示威者不肯離開，幾名警員合力將他抬離現場，警員又將示威者的帳幕，搬到旁邊的示威區位置。。
執達主任到旺角佔領區張貼禁制令
下午約2時半，的士業團體的代表律師及兩名執達主任到旺角佔領區，在現場超過10個位置、張貼超過20張法庭的臨時禁制令通告與及幾份中文版及放大版的通告。律師代表並向傳媒派發一份中文版的禁制令通告，及律師樓發出的告示，列明要求佔領人士在告示發出的24小時內，清除亞皆老街及登打士街之間彌敦道的物品，否則會視為垃圾或失物，交給政府相關部門處置。而任何阻礙執行禁制令的人士，可能被控藐視法庭，如果被警告後仍不停止，可能被警方逮捕。

## 11月26日
有「的士團體」代理人以利器指向佔領人士
過百名身穿白色「I love HK」上衣、頭戴紅帽的「獲授權人士」，早晨清場前已聚集在彌敦道佔領區外點名報到。他們頸上繫有綠色頸繩工作證，除標註各人編號，亦寫着「陸路交通運輸業大聯盟　依法治港　還路於民」。各人獲分配手套和𠝹刀以協助清場，更有人手持巨型剪鉗，部分人戴上口罩、墨鏡，出勤前更拍大合照，惟最終出勤歷時僅15分鐘許，期間紅帽人士與佔領者已發生衝突指罵，有紅帽人士更以利器指向佔領者，之後警方需接手清場行動。

## 11月30日
到午夜開始，數百名市民在登打士街出發，沿彌敦道步行前往尖沙咀一帶的街道，沿途高叫我要真普選的口號。到凌晨2時，幾名示威者在油麻地眾坊街附近，將垃圾桶放在路中心，警員隨即上前清理。部份人又走出路面，被警員趕回行人路。示威者人數其後陸續減少，先後經吳松街，彌敦道，金巴利道，再沿漆咸道南往尖東方向。到凌晨近4時，幾十人行至尖沙咀金馬倫道時，被大批警員截停，要求他們除下口罩，逐一檢查身份證及登記資料，又搜查他們攜帶的袋。
中學生赤腳苦行撐佔領
由一班中學生組成的新組織「稚‧言」，大約十個成員由金鐘海富中心天橋出發，赤腳苦行，部分人穿上校服，每行28步下跪一次，經添馬公園、立法會停車場，再返回海富中心，來回會走9個圈，象徵支持9月28日開始的佔領運動。
包圍政府總部行動

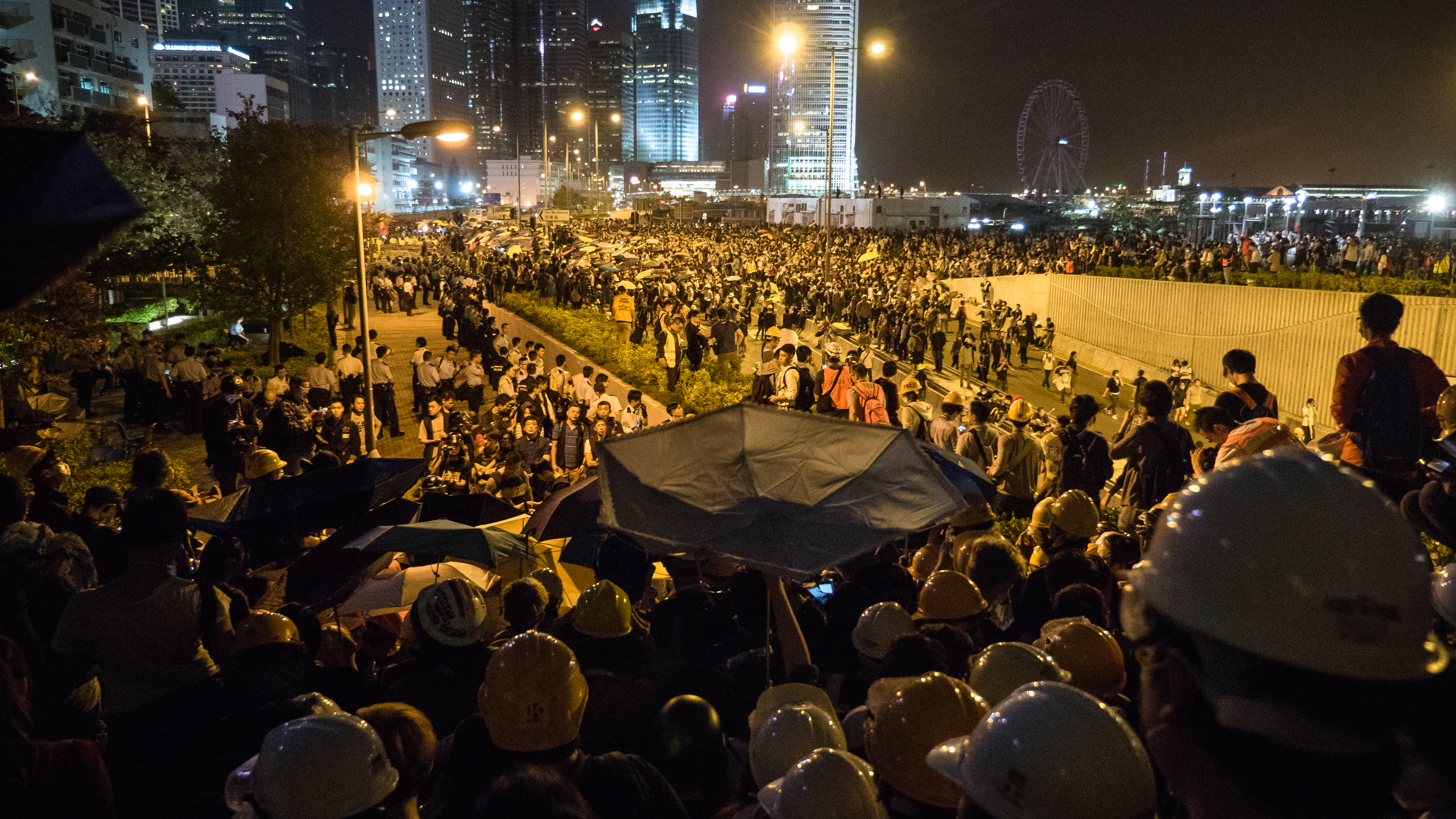
晚上10時，大批示威者趁龍和道東行線警力不足即衝出龍和道馬路，在5分鐘內已佔據東西行全線

學聯及學民思潮早前呼籲市民帶齊裝備到金鐘，但事前拒絕透露行動內容。學聯常委羅冠聰於晚上9時集會宣布「對準政權，包圍政總」，兵分幾路包圍政總各出入口，近千名集會者戴上頭盔和眼罩等裝備響應，瞬間湧到添馬公園近特首辦一帶。示威者直逼特首辦，不過到添馬公園近特首辦樓梯時，遇到戴上防暴頭盔的「機動部隊」警察以一排鐵馬阻塞。晚上9時20分後，防暴警察開始噴灑胡椒噴霧，但未能趕走佔領人士。
晚上約9時半，警方「特別戰術小隊」搶上前，推開鐵馬並動用伸縮警棍向示威者進攻，把示威者推上由特首辦往添馬公園的樓梯，並制服多名示威者，把他們反綁雙手抬走。數十名示威者受傷，在添馬公園內由救護義工急救。
晚上10時，大批示威者聚集在近海濱長廊一帶，趁龍和道東行線警力不足，即衝出龍和道馬路，在5分鐘內已佔據東西行全線。警員一度嘗試驅趕，與示威者爆發多次推撞，有手持自製盾牌的示威者推撞鐵馬，亦有人拋水樽、頭盔等雜物，又向警員用強光照射，有人向警員怒吼「出嚟隻揪吖！」，也有人罵警員「黑警」。警方則用警棍拍打示威者，又多次施放胡椒噴霧，其間有警員用手上的胡椒噴霧鐵罐猛力「鑿」向一名戴有頭盔的示威者面部。另一批示威者於龍和道立法會行人路，及龍和道的車路兵分兩路上下攻擊，示威者亦一度向警員噴射滅火劑。當行人路上的示威者築起數排的盾牌陣，企圖向東行推進時，穿上防暴裝備，手持盾牌及警棍警察立即驅趕，將多名示威者打傷，其中有自稱港大的學生，在衝突期間遭擊中頭部，血流披面，部份示威者被警察制服。坐在路邊雙手放在頭上被警方帶走。到10時50分，龍和道隧道已完全由示威者堵塞，佔據東西4條行車線，並在隧道內架起鐵馬，與警方多次在隧道內對峙，防止警方攻破防線。
警方深夜拘捕18男2女，包括社民連副主席吳文遠及香港大學化學系副教授蔡顯輝，並強烈譴責示威者非法佔據和堵塞道路，呼籲市民停止極不負責任及危險的行為。